# 2012 Guo Shou-Jing
2012 Guo Shou-Jing (1964 TE2) là một tiểu hành tinh vành đai chính được phát hiện ngày 9 tháng 10 năm 1964 bởi Đài thiên văn Tử Kim Sơn ở Nanking. Nó được đặt theo tên nhà thiên văn học Trung Quốc Guo Shoujing (1233–1316).